# Gabriel Alabert i Bosque
Gabriel Alabert i Bosque (Barcelona, 1916 – Sant Esteve de Palautordera, 2003) va ser un escultor, dibuixant i gravador català. Va estudiar a l'Escola de Belles Arts de Barcelona. Va ser deixeble d'Enric Monjo. S'especialitzà en imatges religioses i estàtues públiques.

## Obra (selecció)
- La barca, 1961, a la plaça Vicenç Martorell de Barcelona.[2][3]
- Monument a Anselm Clavé, 1970, a la plaça de Pau Casals de Vilanova i la Geltrú.[4]
- Galeria Reial, 1971, al Museu Marítim de Barcelona. Reproduí la decoració de la Galera Reial de Joan d'Àustria, el mascaró de proa i l'alcàsser de popa.[5]
- Monument a Anselm Clavé, 1977, a Ripollet.[6]
- Monument a Anselm Clavé, 1977, a la Roca del Vallès.[6]
- A la memòria dels membres de la Marina dels EUA, 1978, al Portal de la Pau de Barcelona.[7]
- Sant Josep, 1993, a la catedral del Sant Esperit de Terrassa.[8]

## Premis
La Diputació Provincial de Barcelona li concedí la Medalla al Mèrit Cultural pel seu treball a la Galera Reial.